# Колхидские леса
Колхидские леса — разновидность лиственных лесов, образованных листопадными деревьями с широкими листовыми пластинками. Колхидские леса приурочены к более тёплoй (субтропическoй) и более влажнoй (до 4 м осадков в год) юго-восточнoй части Эвксинско–колхидского лиственного экорегиона. Внутри экорегиона колхидские леса противопоставлены более сухим эвксинским. Участки колхидского биома разной площади имеют на своей территории, при движении с запада на восток Турция (к западу от русла р. Мелет), Грузия (Колхидская низменность — откуда и название), частично признанная республика Абхазия и Российская Федерация (Имеретинская низменность в Краснодарском крае России, западные склоны Кавказского хребта до высоты около 1500 м от Туапсинского района и южнее). Представляют собой рефугиум, в котором сохранялись реликтовые леса, пережившие ледниковые циклы во время четвертичных ледниковых периодов. В России в том числе и для охраны данного биома 12 мая 1924 создан Сочинский заповедник, расположенный у его северной границы.

## Климатические особенности
На большей части колхидской лесной провинции вплоть до г. Туапсе сухой сезон не выражен. Большое среднегодовое количество осадков (от 900 мм и более) объясняется тем, что влажные субтропики являются ландшафтом «барьерного подножия» Кавказа и Понта. Осадки высоки здесь как за счёт фронтальной, так и за счёт местной составляющей. При большом количестве осадков влажность воздуха здесь всегда высока. Эпицентром повышенной влажности  является Батуми, где она в 13 часов ни в один из месяцев года не опускается ниже 71%. Cклоны гор согревает и самая тёплая часть акватории Чёрного моря.

## Флора

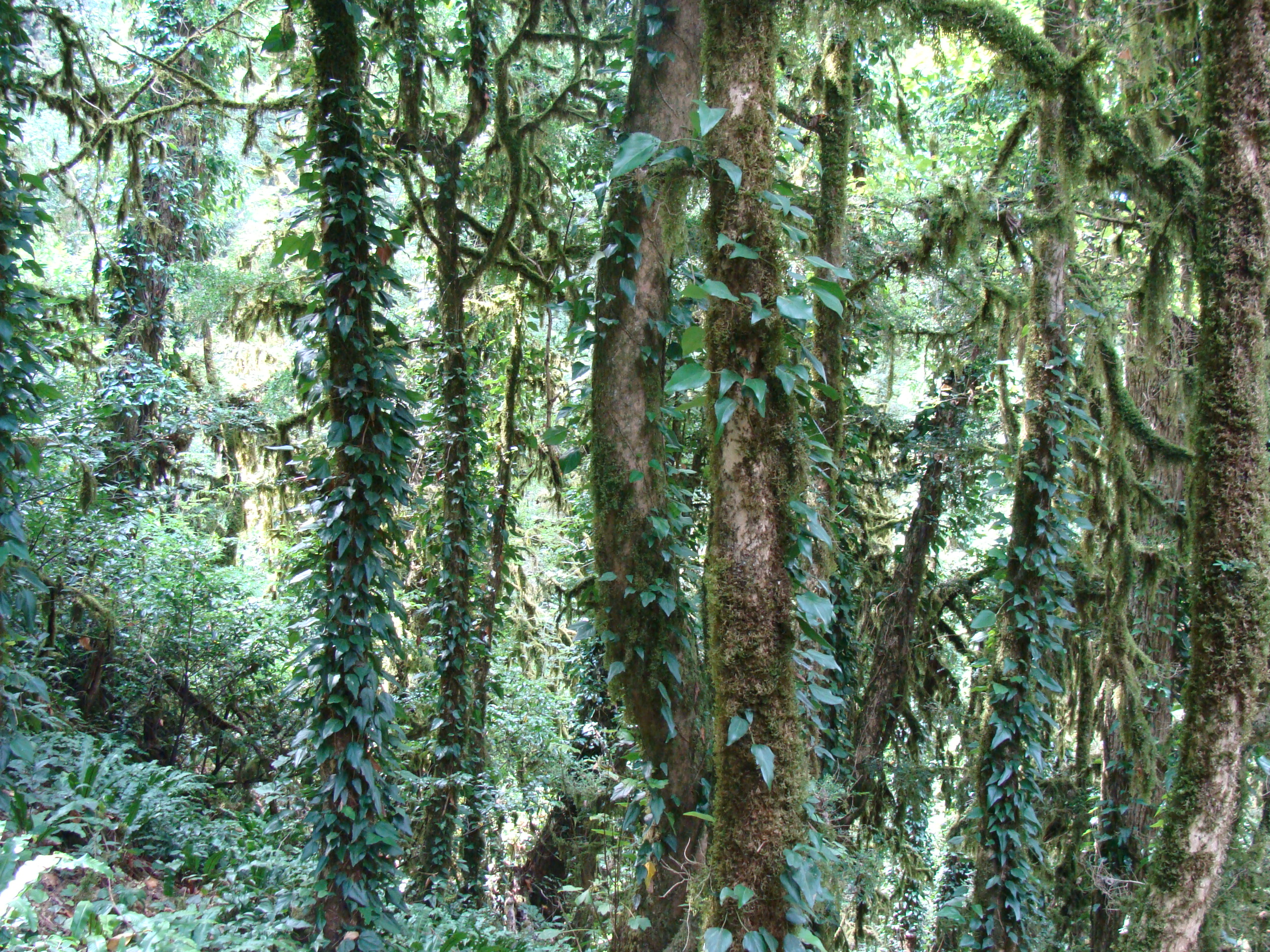
Колхидский лес на западных склонах Большого Кавказа

Влажные субтропики Колхиды являются одними из старейших широколиственных лесов в западной Евразии. В качестве рефугиума в плиоцене процессы эволюции и видообразования продолжались относительно непрерывно. В результате этот регион и в настоящее время имеет очень разнообразную флору и фауну с большим количеством эндемичных и реликтовых видов. На территории произрастает около 1100 видов сосудистых и несосудистых растений, в том числе 44 вида, находящиеся под угрозой исчезновения. Среди этих видов растений — кавказский грецкий орех, эндемичный колхидский плющ и находящийся под угрозой исчезновения понтийский дуб.  Со второй половины XIX века местную флору обогатили и многочисленные интродуценты (эквалипты, цитрусовые, пальмы и т.д.), размножающиеся уже частично и самосевом. Все колхидские леса испытывают на себе сильное антропогенное воздействие, в том числе и в связи с развитием массового туризма.

## Фауна
На территории Колхидских лесов насчитывается около 500 видов позвоночных животных, более 300 видов птиц, 67 видов млекопитающих, 55 видов рыб, 15 рептилий и 10 амфибий. Регион является ключевой остановкой для многих находящихся под угрозой исчезновения хищных птиц, таких как орлан-сапожник, которые мигрируют через Батумское горлышко. Кроме того, они дают среду обитания для многих видов водно-болотных птиц (большая хохлатая поганка и другие). Виды земноводных: кавказская саламандра, а также 4 вида ящериц рода Darevskia, которые были обнаружены на территории охраняемых территорий. Охраняемые территории, составляющие объект Всемирного наследия, также являются одними из последних оставшихся мест обитания для видов, находящихся под угрозой исчезновения. К ним относятся осетровые: белуха и колхидский осётр (Acipenser colchicus).

## Колхидские леса в Грузии
26 июля 2021 года колхидские леса на территории Грузии были включены в список ЮНЕСКО под названием Влажные леса и водно-болотные угодья Колхиды, став первым объектом Всемирного природного наследия ЮНЕСКО в Грузии.

## Колхидские леса в России
На территории России леса колхидского типа находятся на северной границе своего распространения. Учитывая высотную поясность Западного Закавказья, их видовой состав многоярусен и разнообразен. В колхидских биоценозах РФ зарегистрировано до 819 видов растений и папоротников из 269 родов и 62 семейств. Преобладают сложноцветные, злаковые, гвоздичные, зонтичные, розоцветные, бобовые, осоковые и др. Согласно исследованиям Н. Н. Кузнецова, колхидские влажные смешанные леса занимают нижний причерноморский пояс, охватывая предгорья, днища и склоны речных долин и среднегорья до высоты 300—600 м. Самым типичным и хорошо известным участком колхидского леса в России является заповедная Хостинская тисо-самшитовая роща. Для колхидских лесов характерны наличие нескольких доминантов в верхнем ярусе, повсеместное проникновение вечнозеленых видов, непрерывная вегетация в течение года, несколько замедляющаяся в зимний период, широкое распространение лиан и эпифитов. Первый ярус колхидского леса образуют широколиственные породы — бук восточный, клёны полевой и красивый, дубы грузинский и пушистый и др. Встречаются граб кавказский, граб восточный и др. Значительная часть колхидских лесов нарушена вырубками или уничтожена. Их место заняли плантации чая, табака, фруктовых деревьев, ботанические парки. Лучше всего реликтовые колхидские леса сохранились в верховьях рек Псезуапсе, Шахе, Сочи и Мзымта.

### Орнитологическая ценность
В целях сохранения статуса ключевой орнитологической территории международного значения, а также сохранения, восстановления, воспроизводства объектов животного мира и среды их обитания был создан природный орнитологический парк в Имеретинской низменности общей площадью 298,59 га. Природный орнитологический парк состоит из 14 кластеров, 6 из которых располагаются на низкогорных холмах в долине реки Псоу и ещё 8 — непосредственно на Имеретинской низменности.